# Селія Корреа
Селія Корреа (ісп. Celia Corres, 22 січня 1964) — іспанська хокеїстка на траві.
Олімпійська чемпіонка 1992 року.